# 도난촌
도난촌(都南村)은 이와테현 시와군에 설치되었던 촌이다.
1992년 4월 1일에 모리오카시에 편입 합병하여 폐지되었다.

## 역사
- 1955년 4월 1일 - 시와군 미루마에촌, 오토베촌, 이오카촌과 신설 합병해 도난촌이 되었다.
- 1992년 4월 1일 - 모리오카시에 편입하였다.

## 행정
- 도난 촌사무소(현재는 모리오카 시청 도난 종합지소)
  - 시바군 도난촌 다이지쓰시다 제1사지할37-2 (현재; 모리오카시 쓰시다 제1사지할37-2)

## 교통

### 철도
- 일본국유철도 (국철) →동일본 여객철도 도호쿠 본선

## 모리오카시와의 합병
이 마을 내에는 모리오카 시 중앙도매시장과 모리오카 적십자병원, 이와테 현립 모리오카공업고등학교 등을 비롯해 모리오카라는 지명을 가진 공공시설 입지도 많았다.이를 상징하듯 종전부터 당 마을과 모리오카시는 일체가 된 생활권에 속해 왔으며 합병의 목적도 양자 간에 분산되어 있는 도시 기능을 집적하는데 있었다.지역 상공회의소 등 경제계가 적극적으로 합병을 지원한 것도 원활한 합병에 도움이 됐다.
구 도난촌사무소는 합병 후에는 시청의 '종합지소'가 되어 종전의 장소에 존치.당초에는 주민생활과 관련이 깊은 부문(도로관리 등)이 남아있긴 했지만 이들 기능은 현재 남아있지 않고 지소의 기능은 거의 창구기능만으로 한정되어 있다(다만 모리오카시 교육위원회 사무국은 해당 종합지소 내에 입주).
합병 후의 「신시 건설 계획」으로, 모리오카시는 구 도난촌 지구에 중점적인 공공 투자를 실시.토지구획정리사업과 하수도 정비사업이 크게 진전된 것 외에 만성적인 물 부족 문제를 안고 있던 고유의 문제도 대규모 댐을 보유한 모리오카시와의 합병으로 해소되었다.
단, 구 도난촌 촌역에 중점적인 투자가 이루어지고 있다는 사실 때문에 이전의 모리오카시 지역 주민들로부터 불만의 목소리가 제기되기도 했다.

## 관할 경찰서
합병 후에도 통합되지 않는 행정상의 구획으로서 경찰서의 관할이 있었다.
옛 모리오카 시역과 옛 다마야마 촌역은 모리오카 동쪽, 모리오카 니시 양서가 관할하고 있는 곳, 구 도미나미 촌역은 과거 무라사키 군에 속했던 시절부터 합병 후에도 시나미 경찰서가 관할했는데 2016년 4월 1일자로 모리오카 히가시 경찰서로 관할이 이관되었다. 또 도난 촌은 마찬가지로 모리오카시에 인접해 있던 옛 다키자와 촌과 마찬가지로 자동차 등록 시 차고증명이 필요한 촌이었다.